# Claude-Henri Belgrand de Vaubois
Pour les articles homonymes, voir Belgrand.
Claude-Henri Belgrand, comte de Vaubois, né le 1er octobre 1748 à Clairvaux et mort le 14 juillet 1839 à Beauvais, est un général français de la Révolution et de l’Empire. Il participe à la campagne d'Italie en 1796 sous les ordres de Bonaparte et commande le port de La Valette entre 1798 et 1800, pendant le blocus de Malte. Il siège au sénat conservateur sous le consulat et l’Empire, puis à la chambre des pairs à la Restauration. Son nom est inscrit sous l’Arc de triomphe de l'Étoile à Paris.

## Ancien Régime
Claude-Henri Belgrand naît en 1748 à Clairvaux, dans la province de Champagne. Son père Henri Belgrand (1707-1792) est maître de forges et receveur des fermes du duché de Châteauvillain pour Louis de Bourbon, petit-fils de Louis XIV. Sa mère Anne (1712-1786) est la fille d’Abraham Febvre, lui aussi maître de forges dans la région d’Arc-en-Barrois.
Belgrand, connu sous le nom de Vaubois, étudie chez les oratoriens à Troyes. Il s'engage dans l'armée à vingt ans comme aspirant à l’école royale d’artillerie d’Auxonne. Lieutenant d’artillerie en 1770, il devient en 1784 capitaine au régiment de la Fère, où il fait la connaissance en 1788 du jeune Bonaparte.

## Révolution et campagne d’Italie
Le 17 octobre 1791, quatre mois après la fuite manquée du roi, Vaubois est fait chevalier de Saint-Louis. À l’été 1792, son plus jeune frère, chevalier de Saint-Jean de Jérusalem, émigre à Malte après la nationalisation des biens de son ordre. Lorsque leur père décède en septembre, son héritage et ses forges sont saisis par la République tout juste proclamée.

### Armée des Alpes
Rayé des cadres de l’armée, Vaubois s’engage néanmoins dans le 3e bataillon de volontaires de la Drôme, dont il est élu commandant. À l’été 1793, son bataillon est attaché à l’armée des Alpes du général Kellerman, le vainqueur de Valmy, qui mène les forces républicaines pendant le siège de Lyon. Kellermann le nomme général de brigade à titre temporaire le 3 août (promotion confirmée le 6 septembre par la Convention). À Lyon, les colonnes de Vaubois s’emparent du pont Morand le 15 septembre, puis du quartier des Brotteaux le 22. Les insurgés capitulent le 9 octobre et la ville est purgée sur ordre du Comité de salut public .
À la fin de l'année 1793, tandis que la Terreur s’intensifie avec la loi des suspects et que Kellermann est emprisonné, Vaubois est envoyé en Savoie. L’ancien duché a été enlevé l’année précédente au royaume de Sardaigne et forme désormais le département du Mont-Blanc. Il prend le commandement des troupes présentes dans la vallée de la Tarentaise et progresse vers le sud, franchissant les montagnes en direction du Piémont, jusqu’à s’emparer en septembre 1794 dans un combat au corps à corpsde la gorge dite « des barricades », ouvrant ainsi l’accès à la vallée de la Stura. Kellermann, libéré par la Convention thermidorienne, reprend en 1795 sa place à la tête de l’armée des Alpes. Vaubois est nommé général de division.

### Armée d’Italie
Le 2 mars 1796, Bonaparte prend le commandement de l’armée d’Italie. Les Français remportent en avril une série de victoires face aux Sardes (batailles de Montenotte, de Millesimo, de Dego, de Pedagerra, de San Michele et de Mondovi), contraignant le roi Victor-Amédée III à renoncer à son alliance avec l’Autriche. En mai, le Directoire ordonne à Kellermann (avec qui Bonaparte refuse de partager le commandement) de détacher une division de 12 000 hommes pour renforcer l’armée d’Italie, laquelle poursuit son avancée en Lombardie. Placée sous les ordres de Vaubois, la division est d’abord affectée au siège de Mantoue, en soutien de celle du général Sérurier.
Bonaparte, quittant Milan pour Bologne le 12 juin, ordonne à son ancien capitaine du régiment de la Fère de marcher sur Reggio le 15 juin. Après l’armistice signé avec le pape, le général en chef se tourne vers le grand-duché de Toscane et prend possession du port de Livourne le 29 juin, où les Français confisquent les marchandises n’ayant pu être embarquées par les Anglais. Le commandement de la ville est confié à Vaubois. Le 20 juillet, Napoléon lui adresse une lettre de mécontentement, lui reprochant de s’être aliéné les négociants toscans et génois, et d’avoir cédé aux injonctions du commissaire Garrau en lançant une proclamation contre les émigrés,. Le 6 août 1796, au lendemain de la bataille de Castiglione, Bonaparte le rappelle auprès de lui pour remplacer le général Sauret.
Après Castiglione, l’armée autrichienne, commandée par le maréchal alsacien Dagobert von Wurmser (âgé de 72 ans et frappé de surdité), se replie vers le Tyrol. À la fin du mois d’août, Bonaparte est à Rivoli avec les 13 000 hommes de la division de Masséna. Sur l’aile droite, la division d’Augerau (9 000 hommes) occupe Vérone. Sur l’aile gauche, la division de Vaubois (11 000 hommes) se positionne à Salò, sur la rive occidentale du lac de Garde. Avec la division de Sahuguet à Mantoue et la cavalerie de réserve de Kilmaine, l’armée de Bonaparte compte 45 000 hommes, une force équivalente à celle des Autrichiens.
Le 1er septembre, Wurmser sépare son armée en deux : le général Davidovitch est chargé de défendre le Tyrol avec 20 000 hommes, pendant qu’il mène le reste de ses troupes (les divisions de Quasdanovich, Sebottendorf et
Mészáros) dans la vallée de la Brenta, afin de briser le siège de Mantoue en contournant les positions françaises.
Dans son ouvrage consacré à la campagne d’Italie, Carl von Clausewitz se montre très critique de la stratégie autrichienne. Les forces de Davidovitch sont dispersées en trois points du Tyrol et seuls 14 000 de ses hommes font face à l’armée française du côté de Trente. Le 4 septembre, Vaubois vainc le prince de Reuss à Mori, tandis que Masséna bat Vukassovich à Rovoreto puis à Calliano. Près de 10 000 soldats ennemis sont mis hors de combat et 3 000 sont capturés en ce jour désastreux pour les Autrichiens. Davidovitch est contraint de se replier jusqu’à San Michele. Au crépuscule, Vaubois traverse l’Adige et arrive à Trente le 5 septembre à midi, peu après Masséna.
Comprenant la manœuvre de Wurmser, Bonaparte se lance à sa poursuite dans la vallée de la Brenta le 6 septembre. Il laisse derrière lui la division de Vaubois à Lavis avec comme instruction de contenir Davidovitch au nord du lac de Garde. Les troupes de Wurmser sont mises en déroute à la bataille de Bassano le 8 septembre et se précipitent en direction de Mantoue, s’y enfermant le 15 septembre.
En octobre, une nouvelle offensive se prépare sur ordre de l’empereur François Ier. Le baron hongrois Josef Alvinczy von Borberek, membre du Hofkriegsrat (le conseil de guerre des Habsbourg), est chargé de secourir Wurmser. Le 22 octobre, 20 000 hommes se mettent en marche depuis le Frioul. Dans le Tyrol, Davidovitch reçoit des renforts qui portent ses effectifs à 20 000 soldats. Il doit faire la jonction avec Alvinczy à Vérone en s’emparant de la vallée de l’Adige. Bonaparte pense à tort que les forces françaises dans le Tyrol surpassent encore celles des Autrichiens,. Le 29 octobre, le général Berthier transmet à Vaubois l’ordre d’attaquer Davidovitch et de le repousser jusqu’à Kaltern.
Le 2 novembre, ses colonnes s’avancent vers San Michele, Cembra et Segonzano. Il se heurte à Vukassovich et doit reculer le lendemain devant l’avancée du corps de Davidovitch. Trente est abandonnée le 4 novembre. Louis Bonaparte rend compte de la tournure des événements dans un message à son frère. Napoléon, très inquiet de la situation, reproche à Vaubois ses errements tactiques et sa faible connaissance du terrain. Il lui envoie le général Joubert pour l’assister dans sa retraite.
Le 7 novembre, des combats féroces se déroulent autour de Calliano. À 4 heures de l’après-midi, la panique s’empare des Français lorsqu’une colonne de Croates les contourne et attaque leurs arrières. S’ensuit une retraite désordonnée vers Rivoli. En cinq jours, les pertes de la division de Vaubois se sont élevées à plus de 4 000 hommes (le bilan est comparable du côté autrichien).
Davidovitch temporise, croyant que la division de Masséna est venue renforcer celle de Vaubois. La mauvaise coordination entre les deux armées autrichiennes offre un répit décisif aux Français. Le 12 novembre, Bonaparte affronte Alvinczy à Caldiero. La bataille tourne à son désavantage et il est contraint de se replier sur Vérone. Le soir du 14 novembre, menacé d’être pris en tenaille, il met au point un plan audacieux et engage son armée sur la rive sud de l’Adige, pour attaquer les arrières d’Alvinczy : c’est la bataille du pont d'Arcole.
Vaubois reçoit l’ordre de tenir à tout prix sa position. Le 17 novembre, sommé de faire la jonction avec Alvinczy à Vérone après dix jours de tergiversations, Davidovitch attaque Rivoli. Ses forces y submergent rapidement celles des Français. 1 000 soldats (dont les généraux de brigade Fiorella et Valette) sont faits prisonniers. Vaubois échappe lui-même de peu à la capture et se réfugie à Peschiera.
Auréolé de sa victoire d’Arcole (qui a provoqué la retraite de l’armée d’Alvinczy), Bonaparte se porte à son secours, forçant Davidovitch à retourner dans le Tyrol le 19 novembre. Il ôte à Vaubois sa division, jugeant dans une lettre au Directoire que les événements l’ont révélé inapte au commandement dans une guerre de mouvement. Il est remplacé par Joubert et affecté de nouveau au gouvernement militaire de Livourne. Une deuxième offensive d'Alvinczy donne lieu en janvier 1797 à la fameuse bataille de Rivoli, remportée par les Français. Le siège de Mantoue s’achève le 2 février avec la reddition de Wurmser.

### Gouverneur militaire de Corse
En avril 1797, il est envoyé en Corse par Bonaparte, l’île ayant été reprise aux Britanniques six mois auparavant. Dans ses lettres au Directoire, Vaubois témoigne des difficultés à faire appliquer les lois sur un territoire dominé par des familles rivales se livrant à la vendetta. A la fin de l’automne 1797, après le coup d’État du 18 fructidor, les clercs et les fonctionnaires de l’île doivent prêter un serment de « haine à la royauté et à l’anarchie » et de « fidélité à la République ».
Les opposants au Directoire, menés par deux proches du royaliste en exil Matteo Buttafoco, se rassemblent le 22 décembre 1797 au couvent Saint-Antoine de Casabianca. Ils y décident de prendre les armes et font appel à un général de 80 ans, Agostino Giafferi (fils de Luigi Giafferi), qui avait présidé le Parlement anglo-corse. Les insurgés arborent sur leurs habits de petites croix blanches auxquelles ils attribuent des pouvoirs surnaturels : le mouvement passera à la postérité sous le nom de Crocetta.
La révolte se diffuse en quelques jours à travers le Golo, le département septentrional de l’île. Vaubois se montre d’abord conciliant, ce qui lui vaut d’être accusé de collusion avec les rebelles par les administrateurs locaux. Il se met finalement en marche la deuxième semaine de janvier 1798, à la tête d’une colonne de 1680 soldats auxquels se joignent des volontaires. Le 18 janvier, il bat les insurgés à Murato. Deux semaines plus tard, Agostino Giafferi est capturé avec 40 de ses acolytes à La Porta. Emprisonné à Bastia, il refuse l’aide de Vaubois qui veut lui éviter le peloton d’exécution. Il est fusillé le 21 février,.

## Siège de Malte

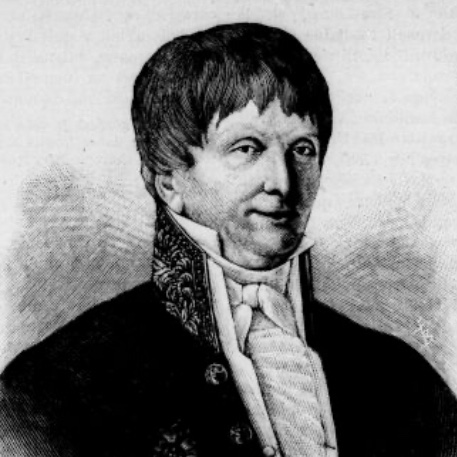
Claude-Henri Belgrand de Vaubois

En mai 1798, Vaubois et sa division embarquent à Livourne pour l'expédition d’Égypte placée sous le commandement de Bonaparte. Ils rejoignent la flotte de l’amiral Brueys.
Le 9 juin, les vaisseaux français atteignent l’archipel de Malte, au large de la Sicile. Ferdinand von Hompesch zu Bolheim, le grand maître des Hospitaliers de l’ordre de Saint-Jean de Jérusalem (qui gouverne Malte depuis 1530), leur refuse dans un premier temps l’accès au port de La Valette. Le 11 juin, 15 000 Français débarquent simultanément en sept points de l’île. Vaubois pénètre dès midi dans La Valette à la tête de ses troupes. Il y retrouve son frère chevalier de l’Ordre, qui avait quitté la France en 1792. Le lendemain, le grand maître accepte la capitulation à bord de L'Orient, le navire amiral de la flotte française.
Voulant lever l’ancre au plus tôt pour gagner l’Égypte, Bonaparte signe une série de dispositions inspirées de la constitution de l’an III, concernant la police, la justice, les finances et l’administration (réorganisation du territoire en municipalités). Il met fin à la juridiction papale, abolit la noblesse et la féodalité, instaure le mariage civil et limite les privilèges du clergé (les biens des Hospitaliers sont saisis et un seul couvent est autorisé pour chaque ordre). Il décrète la création d’écoles primaires et de chaires universitaires consacrées aux disciplines scientifiques, où devront enseigner des polytechniciens. Un journal officiel est créé, les plans d’un jardin botanique sont tracés et l’édification d’une synagogue est prévue. Les prisonniers politiques sont libérés (notamment ceux incarcérés depuis la révolte des prêtres).
Le commandement militaire des îles de Malte et de Gozo est confié à Vaubois. Bonaparte écrit dans une lettre adressée au directoire : « c’est lui qui a commandé le débarquement, et il s’est concilié les habitants de l’île par sa sagesse et sa douceur. » Regnaud de Saint-Jean d'Angély reçoit quant à lui la charge de commissaire du gouvernement. Le 19 juin, Bonaparte met le cap sur Alexandrie, emportant avec lui le trésor des Hospitaliers (L'Orient et ses richesses seront coulés le 1er août par la flotte d’Horatio Nelson à la bataille d'Aboukir). Il laisse à Vaubois quatre demi-brigades d’infanterie de ligne (les 6e, 19e, 41e et 80e), une demi-brigade d’infanterie légère, cinq compagnies d’artillerie et une unité médicale. Les effectifs mis à sa disposition totalisent près de 4 000 hommes, dont 151 officiers.
Le 14 juillet 1798, pour l’anniversaire de la Fête de la Fédération, les Français invitent la population à une grande cérémonie républicaine. Un drapeau tricolore est hissé au sommet d’un arbre de la liberté et une pyramide à degrés est édifiée pour l’occasion, où Vaubois prononce un discours sous les applaudissements de la foule. S’ensuivent un bal au palais national et un feu d’artifice.
Si les Français bénéficient du soutien des élites commerçantes de La Valette, ils s’aliènent le clergé et la noblesse. Les campagnes, scandalisées par le pillage des églises, commencent à se rebeller contre les soldats de la République à la fin du mois de juillet. La mise aux enchères d’un couvent carmélite précipite les hostilités. Vaubois, dans son Journal du siège de Malte, en attribue la responsabilité au commissaire Regnaud de Saint-Jean d'Angély, dont l’anticléricalisme intransigeant aurait attisé la colère de la population.
Au mois d’août, le contre-amiral Villeneuve et le contre-amiral Decrès débarquent avec les rescapés de la bataille d’Aboukir. 1 900 officiers et marins (auxquels s’ajoutent 325 soldats envoyés en renforts par le Directoire) se joignent à la garnison de Vaubois, qui compte désormais 6 200 hommes. La destruction de la flotte de Bonaparte par celle de l’amiral Nelson met en péril la position française sur l’archipel, les communications avec la France et l’Égypte risquant d’être rompues à tout moment. Vaubois envoie au général Schérer, ministre de la guerre, une demande urgente de vivres, de poudre et de munitions. Pendant l’été, en prévision du siège qui s’annonce, on fait l’inventaire des céréales stockées à La Valette et l’on achète un maximum de denrées complémentaires (du lard, des légumes secs, de l’huile, mais aussi du vin et de l’eau de vie).
La nouvelle de la défaite d’Aboukir se propage à travers l’île et la révolte prend de l’ampleur : 10 000 Maltais prennent les armes, menés par Emmanuel Vitale et le père Francesco Saverio Caruana. Le 3 septembre, après le massacre par les insurgés des gardes d’un poste isolé, Vaubois décide de rappeler tous ses hommes derrière les remparts de La Valette. Dans les jours suivants, à la demande de Ferdinand Ier des Deux-Siciles, souverain légitime de l’archipel, une escadre portugaise commandée par le marquis de Nizza jette l’ancre devant la cité fortifiée, signalant le début du blocus de Malte.
La Royal Navy arrive à son tour le 18 septembre et l’amiral Nelson fait parvenir une première sommation aux assiégés, dans un style menaçant qui déplaît à Vaubois. Le mois suivant, Nelson réitère son ultimatum, en proposant cette fois que la garnison puisse rentrer librement en France. Il essuie un nouveau refus et quitte l’île pour la cour de Palerme, confiant les opérations à Alexander Ball (lequel est nommé gouverneur de Malte par Ferdinand Ier). Du côté français, le commissaire Regnaud de Saint-Jean d’Angély parvient à franchir le blocus le 9 novembre et à regagner le continent.
Le 7 décembre, Ball transmet une nouvelle offre de capitulation qui est refusée. La disette s’aggrave et les restrictions sont durcies. Vaubois fait expulser de la ville 10 000 indigents qu’il ne peut plus nourrir, tout en refusant la sortie aux notables, gardés en otages pour dissuader les Anglais de bombarder la cité. Ceux-ci tirent toutefois 400 boulets entre le 14 et le 31 décembre. Les projectiles visent les vaisseaux français et les moulins (les assiégeants misant sur la famine pour accélérer la reddition) mais les canons sont imprécis et les dégâts limités. Dans les premiers jours de janvier 1799, deux navires français parviennent à tromper la surveillance de l’ennemi, apportant du vin, de la bière, de l’eau-de-vie, de la viande, de la farine et des fèves. Les soldats de la République peuvent ainsi fêter les rois dans l’allégresse.
Le 15 janvier, un complot visant à l’assassiner parvient aux oreilles de Vaubois. Les meneurs du mouvement sont identifiés et fusillés le 21 janvier. L’ordre est donné de désarmer complètement les Valettins (on va jusqu’à réquisitionner les couteaux et les marteaux). Vaubois prescrit une autre mesure draconienne : tous les habitants doivent être munis d’une carte d’identité délivrée par l’autorité militaire.
Pendant l’hiver 1798-1799 commence à sévir le scorbut ; la garnison se nourrissant presque exclusivement de viande salée et de pain. Au printemps, Vaubois décline une cinquième sommation. Tous les espaces libres à l’intérieur des remparts sont réaménagés en jardins potagers. La pêche assure quelques protéines indispensables, malgré le danger posé par les batteries ennemies qui continuent de bombarder le port. Au mois d’août 1799, refusant pour la sixième fois de se rendre, Vaubois fait réquisitionner contre paiement tous les citrons et les oranges de la citadelle, afin de soulager ses soldats souffrant du scorbut. La population de La Valette, qui s’élevait à 40 000 habitants à l’été 1798, s’est vidée après une année de siège jusqu’à ne plus compter que 9 000 âmes.
En septembre 1799, à l’occasion d’une septième sommation, Alexander Ball et le marquis de Nizza sont reçus dans la forteresse par Vaubois et son état-major. Les pourparlers durent une heure, au cours de laquelle les soldats français manifestent leur détermination par des chants patriotiques. « Ils n’ont pu prononcer une seule parole de ce qu’ils voulaient dire » se félicite Vaubois. Les uniformes de ses hommes sont réduits à l’état de guenilles et il a dû consentir à leur substituer des vêtements confectionnés avec les étoffes locales (la soie et le poil de chameau sont réservés aux officiers).
Au début de l’année 1800, le spectre de la famine se fait chaque jour plus pressant et la situation de la garnison semble désespérée. Le 7 février, un convoi chargé de ravitaillement et de renforts quitte Toulon sous le commandement de Jean-Baptiste Perrée. Les navires français arrivent le 17 février dans les eaux maltaises et sont pris en chasse par la Royal Navy. L’affrontement tourne à l’avantage des Britanniques qui interceptent le Généreux, le navire amiral français. Perrée est tué au cours du combat. Les provisions et les armes destinées à Vaubois sont intégralement saisies par l’ennemi.
Le 30 mars 1800, le Guillaume Tell (le navire rescapé d’Aboukir) tente de forcer le blocus. Il appareille sous les ordres du vice-amiral Decrès avec à son bord un millier de marins et 200 malades à rapatrier. Ils opposent une résistance acharnée aux canons anglais mais Decrès finit par se rendre, ayant perdu le mât du vaisseau et plus de la moitié de l’équipage.
Le 5 juin, toutes les réserves de blé restantes sont réquisitionnées et des cartes spéciales de rationnement sont distribuées par la municipalité. Le 16, un petit bâtiment français parvient à franchir le blocus, avec des provisions qui sont rationnées au maximum, pour que les assiégés puissent tenir encore 60 jours. Un autre navire parvient à se soustraire à la vigilance des Britanniques à la fin du mois, apportant avec lui quelques vivres supplémentaires - mais aussi l’annonce du coup d’état de Bonaparte. Cette nouvelle, que les Anglais s’étaient bien gardés de partager, est accueillie avec enthousiasme par les soldats français.
Le 17 juillet, une huitième sommation est refusée par Vaubois en ces termes : « Notre résistance peut encore se prolonger bien loin et nous ne commettrons pas le crime de l’abréger un seul instant. Elle nous acquerra votre estime. » Le lendemain, une dernière embarcation franchit le blocus avec 15 jours de vivre, que Vaubois veut faire durer 6 semaines. Finalement, à la fin du mois d’août, la famine et la dysenterie se déclarent, tuant chaque jours les habitants par dizaines. Les ultimes miches de pain sont rongées par les vers.
Le 1er septembre, il réunit ses hommes et leur annonce la capitulation. Le 4 septembre 1800, après deux années de siège, les 2 800 survivants de sa garnison sortent de La Valette avec les honneurs de la guerre (tambours battants, gardant leurs armes ainsi qu'une partie des objets pillés sur l’île). Ils sont rapatriés vers Toulon, sur des vaisseaux anglais. Le contre-amiral de Villeneuve reste lui prisonnier quelques mois, avant d’être autorisé à rallier le continent.
La paix d'Amiens, signée par Napoléon avec le Royaume-Uni en 1802, prévoit la restitution de l’archipel aux Hospitaliers de l’ordre de Saint-Jean de Jérusalem, mais Malte demeure sous la domination de l’Empire britannique jusqu’en 1964.

## L’Empire et la Restauration
Belgrand de Vaubois rentre en France le 23 septembre 1800. Son abnégation durant les deux ans du siège de Malte est glorifiée par les autorités. Sur proposition du consul Bonaparte, il a été choisi le 27 juillet pour occuper l’un des 60 sièges du Sénat conservateur.
Il est admis en retraite le 30 novembre 1801, après 33 ans de services dans l’armée, et se consacre à ses activités au Sénat (il y retrouve Kellermann et y côtoie notamment Volney). Vaubois est l’un des secrétaires de la chambre lorsque Bonaparte devient consul à vie, le 2 août 1802. L’année suivante, il est choisi comme titulaire de la sénatorerie de Poitiers et reçoit en conséquence le château des ducs de La Trémoille.
Le 15 juillet 1804, deux mois après la proclamation de l’Empire, Napoléon Ier organise aux Invalides la première cérémonie de remise de la Légion d’honneur. Vaubois reçoit l’insigne de grand officier, dignité la plus élevée de l’Ordre à sa création. Il est fait comte de l’Empire le 20 août 1808.
Le général est rappelé à son devoir de militaire à l’été 1809, au moment du débarquement britannique en Zélande. Il prend le commandement de la division d’Ostende, composée des gardes nationales de la Somme, du Nord et du Pas-de-Calais. Les troupes anglaises, ravagées par la malaria, rembarquent en décembre et Vaubois retourne à la vie civile.
Le 2 avril 1814, devant l’invasion de la France par la sixième coalition qui se conclut par la prise de Paris, le Sénat prononce la  déchéance de l’Empereur et se rallie à Louis XVIII. La charte constitutionnelle du 4 juin 1814 dissout le Sénat pour le remplacer par la Chambre des pairs. Le comte de Vaubois y est nommé à vie par le roi.
En mars 1815, après le « Vol de l'aigle », Napoléon Ier remonte sur le trône. Vaubois ne répond pas à la lettre envoyée par le maréchal Davout l’invitant à rejoindre l’Empereur à Paris. 
Pendant l’occupation de la France, après la bataille de Waterloo, il écrit au duc de Wellington pour se plaindre des pillages des troupes alliées. Ce dernier lui répond que la Grande Armée a elle-même semé la désolation sur son passage et qu’il ne saurait empêcher la vengeance de soldats dont les familles ont naguère été victimes des Français,.
Sa fidélité pendant les Cent-Jours est récompensée par Louis XVIII, qui confirme sa pairie et la rend héréditaire le 19 août 1815. En décembre, il vote la mort du maréchal Ney pour haute trahison.
Proche du parti libéral de Benjamin Constant et du marquis de La Fayette, Vaubois s’oppose à la politique de Joseph de Villèle. Il siège au palais du Luxembourg jusqu’en 1825. Souffrant de surdité et de problèmes de santé, il se retire à 77 ans dans son château de Courcelles, après avoir assisté au sacre de Charles X. Il se rallie en 1830 à Louis-Philippe Ier au lendemain de la Révolution de Juillet. La transmission héréditaire du titre de pair de France est supprimée l’année suivante.
Claude-Henri Belgrand de Vaubois meurt à 90 ans, le 14 juillet 1839. Son corps est inhumé au cimetière général de Beauvais.
Son patronyme est l'un des 660 inscrits sous l'Arc de triomphe de l'Étoile, inauguré à Paris en 1836.

## Mariages et descendance
Il se marie le 10 novembre 1788 avec Marie-Ursule de Barthélemy (1763-1800), décédée quelques semaines avant son retour de Malte. Ils ont une fille, Marie-Thérèse (1789-1852), qui a pour parrain le duc de Penthièvre et pour marraine la princesse de Lamballe, surintendante de la Reine Marie-Antoinette. Elle est mariée en 1808 avec le comte Georges Aubert du Petit-Thouars (1784-1871).
Le 16 septembre 1801, Belgrand de Vaubois épouse en secondes noces au château de Courcelles Catherine-Françoise de Gantelet d’Asnières de Veigy (la fille du baron de Veigy, lequel était avant la Révolution l’écuyer du frère de Louis XVI, futur Charles X). Elle donne naissance à trois filles et meurt dans sa 37e année, comme sa première épouse.
En 1803, un scandale connaît un certain écho dans Paris : revenant plus tôt que prévu d’un séjour à la campagne, Vaubois surprend sa femme en possession d’un billet doux signé de la main du général Marmont. Déshonoré, il demande à Bonaparte la permission de se battre en duel, ce qui lui est refusé.
Vaubois n’ayant pas d’héritier mâle, l'un de ses gendres, Casimir Le Poittevin de La Croix (1795-1871) est autorisé à relever son nom en 1829. Le gendre et neveu d’icelui, Louis-Joseph de la Croix-Vaubois, général dans la Garde de Napoléon III, est autorisé à relever le titre de comte par décret impérial du 17 avril 1869.
Claude-Henri Belgrand de Vaubois était le grand-oncle de l’hydrologue Eugène Belgrand, concepteur du service des eaux et des égouts de Paris sous le Second Empire.

## Décorations
- Chevalier de Saint-Louis (1791)
- Grand officier de la Légion d'honneur (1804)
- Commandeur de l’Ordre de la Couronne de fer (1805)

## Sources
1. ↑  « Dossier aux archives nationales »
2. ↑  Pilier sud, colonne 24.
3. 1 2  « Annales de Bourgogne : revue historique trimestrielle publiée sous le patronage de l'Université de Dijon et de l'Académie des sciences, arts et belles lettres de Dijon, 1971 »
4. ↑  « Almanach de la Champagne et de la Brie : (Aube, Ardennes, Marne, Haute-Marne, Seine-et-Marne, Yonne) »
5. 1 2  « Actes et documents pour servir à l'histoire de l'occupation française de Malte pendant les années 1798-1800 »
6. 1 2 3 4 5 6 7 8  « Général Belgrand de Vaubois, défenseur de Malte (1748-1839) - Les Contemporains, 1909 »
7. ↑  Jean Tulard (dir.), Dictionnaire Napoléon, vol. I-Z, Paris, Fayard, octobre 1999, 1000 p. (ISBN 2-213-60485-1), p. 920
8. ↑  « Mercure français, 1er octobre 1794, p.32 »
9. 1 2 3  « "Les familles titrées et anoblies au XIXe siècle : titres, anoblissements et pairies de la Restauration, 1814-1830. Tome 1" »
10. ↑  « La campagne de 1796-1797 en Italie, Carl von Clausewitz, p.119 »
11. ↑  « Napoléon à l’île d’Elbe, Marcellin Pellet, 1888, p.206 »
12. ↑  « Sérurier 1742-1819 : d'après les archives de France et d'Italie, Louis Tuetey, p.179 »
13. ↑  « Lettre au général Vaubois, Napoléon Bonaparte, 20 juillet 1796. »
14. ↑  « Lettre au Directoire, Napoléon Bonaparte, 6 septembre 1796 »
15. ↑  « La campagne de 1796-1797 en Italie, Carl von Clausewitz, p.166 »
16. ↑  Martin Boycott-Brown, The Road to Rivoli : Napoleon's First Campaign, Londres, Cassell & Co, 2001, p.423-425
17. ↑  Martin Boycott-Brown, The Road to Rivoli : Napoleon's First Campaign, Londres, Cassell & Co, 2001, p.447
18. ↑  « La campagne de 1796-1797 en Italie, Carl von Clausewitz, p.195 »
19. ↑  Martin Boycott-Brown, The Road to Rivoli : Napoleon's First Campaign, Londres, Cassell & Co, 2001, p.449
20. ↑  Martin Boycott-Brown, The Road to Rivoli : Napoleon's First Campaign, Londres, Cassell & Co, 2001, p.483
21. 1 2  « « Pour la patrie et la religion », une révolte en Corse sous la République directoriale : la Crocetta (décembre 1797 - février 1798), Ange-François Pietri, Annales historiques de la Révolution française, 2020/2, n.400, pp.51-72 »
22. ↑  « La Corse touristique : organe mensuel des intérêts insulaires : économique, historique et littéraire, François Pietri (dir), 1926 »
23. ↑  « Malte, des occupations française et britannique à l’indépendance, Alain Blondy, Revue des mondes musulmans et de la Méditerranée, 1994, numéro 71, pp.143-150 »
24. ↑  « Pièces diverses relatives aux opérations militaires et politiques du général Bonaparte, p.9 ».
25. ↑  « Extraits du Journal du siège de Malte du général Belgrand de Vaubois, A history of Malta during the period of the French and British occupations, 1798-1815, p.557 »
26. 1 2 3  « Le Journal, Paris, 10 novembre 1940, p.3 »
27. ↑  « Actes et documents pour servir à l'histoire de l'occupation française de Malte pendant les années 1798-1800 »
28. ↑  Chandler, p 458
29. ↑  « Le fait est, Monsieur le général, que la France, en portant ses armes chez l’étranger, y a porté le malheur, la dévastation et la ruine : j’ai moi même été témoin de la destruction des propriétés de provinces entières qui n’ont pas voulu se soumettre au joug du tyran, et qu’on avait été obligé d’abandonner en conséquence des opérations de la guerre. Malgré que (sic) la vengeance particulière ne doit jamais être le mobile de l’homme, et qu’elle ne l’est sûrement pas des souverains alliés, on ne peut guerre s’attendre que des soldats, des hommes de la classe la plus pauvre et laborieuse de la société, ayant vu brûler, saccager et détruire leurs propriétés ou celles de leurs parents par les Français, auront grand égard pour les propriétés des Français quand, par suite des évènements de la guerre, ils se trouvent en France… »
30. ↑  « « Les Alliés à Paris en 1815 », Léon Say, Revue des cours littéraires de la France et de l'étranger, 28 mars 1868 »
31. ↑  « Dictionnaire des parlementaires français : depuis le 1er mai 1789 jusqu'au 1er mai 1889. Publié sous la direction de MM. Adolphe Robert, Edgar Bourloton et Gaston Cougny, p.489 »
32. ↑  « L’écho français, 9 août 1831 »
33. ↑  Cimetières de France et d'ailleurs
34. ↑  Gustave Chaix d'Est-Ange, Dictionnaire des familles françaises anciennes ou notables à la fin du XIXe siècle (Volume 13), p.127
35. ↑  « Relations secrètes des agents de Louis XVIII à Paris sous le Consulat (1802-1803) : Bonaparte et les Bourbons, p.317 »